# Carlos Loredo
Carlos Loredo Pérez (Bahía Honda; 14 de octubre de 1951-La Habana; 17 de junio de 1998) fue un futbolista internacional cubano que jugaba como defensa. Empezó como jugador de La Habana en 1968, estando hasta 1976; luego pasó a Ciudad de La Habana, donde se quedó hasta su retiro en 1988.
Un torneo de fútbol –la Copa Carlos Loredo in Memoriam–, del 10 al 18 de enero de 2014, se disputó en su honor.

## Selección nacional
Con la selección de Cuba, disputó 30 partidos (sin marcar goles) entre 1975 y 1987. Estuvo notablemente en el grupo de seleccionados durante los Juegos Olímpicos de 1976 y 1980 y también participó en las eliminatorias para las Copas del Mundo de 1978 y 1982 (diez partidos jugados en total).

### Participaciones en Juegos Olímpicos
| Torneo                   | Sede     | Resultado        |
| ------------------------ | -------- | ---------------- |
| Juegos Olímpicos de 1976 | Montreal | Primera ronda    |
| Juegos Olímpicos de 1980 | Moscú    | Cuartos de final |

## Palmarés

### Títulos nacionales
| Título              | Equipo              | País | Año     |
| ------------------- | ------------------- | ---- | ------- |
| Campeonato Nacional | Ciudad de La Habana | Cuba | 1978-79 |
| Campeonato Nacional | Ciudad de La Habana | Cuba | 1979    |
| Campeonato Nacional | Ciudad de La Habana | Cuba | 1984    |